# (466859) 2015 BQ345
(466859) 2015 BQ345 es un asteroide perteneciente al cinturón de asteroides, descubierto el 24 de noviembre de 2008 por el equipo Spacewatch desde el Observatorio Nacional de Kitt Peak (Arizona, Estados Unidos).